# Limenitis agilla
Limenitis agilla är en fjärilsart som beskrevs av Hans Fruhstorfer 1907. Limenitis agilla ingår i släktet Limenitis och familjen praktfjärilar. Inga underarter finns listade i Catalogue of Life.